# Achmied Gadżymagomiedow
Achmied Szyjawdinowicz Gadżymagomiedow (ros. Ахмед Шиявдинович Гаджимагомедов; ur. 21 kwietnia 1990) – rosyjski zapaśnik startujący w stylu wolnym. Brązowy medalista mistrzostw świata w 2018. Zdobył złoty medal na mistrzostwach Europy w 2018; srebrny w  2019 i brązowy w 2017. Drugi w Pucharze Świata w 2014 i szósty w 2012. Mistrz Rosji w 2018 i trzeci w 2015 roku.